# Чемпионат Пары по футболу
Чемпионат Пары по футболу (порт.-браз. Campeonato Paraense de Futebol) — чемпионат штата Пара по футболу, в котором принимают участие все сильнейшие клубы штата. Проводится под эгидой Федерации футбола штата Пара (также известна как Федерация футбола Параэнсе). Согласно рейтингу КБФ, на 2025 год чемпионат Пары занимает 13-е место по силе в Бразилии.

## Этимология
Параэнсе — это прилагательное, образованное от названия штата Пара, а также название жителей региона. Альтернативное название турнира, Паразан — это увеличительно-усиливающее форма слова Пара.

## История
Чемпионат Пары появился в числе самых первых региональных футбольных чемпионатов Бразилии. Лишь три чемпионата штатов (Сан-Паулу — 1902, Баии — 1905 и Рио-де-Жанейро — 1906) появились раньше. В 1906 году состоялся любительский турнир, который не признаётся в качестве официального чемпионата штата, а первым чемпионом в 1908 году стал клуб «Атлетическое общество „Унион Спортива“» (Sociedade Athlética União Sportiva). В первые годы турнир был нерегулярным и иногда вовсе не проводился.
В 1913 году чемпионом впервые стал «Ремо», а в 1920 году — «Пайсанду». На счету этих двух команд более 90 чемпионских титулов. Третьим по числу титулов клубом является «Туна-Лузо», которая с 1937 по 1988 год выиграла 10 чемпионатов штата. Почти все чемпионаты выиграли команды из столицы штата — Белена, но в 2011 и 2012 годах чемпионами стали «Индепенденте» из Тукуруи и «Камета́» из одноимённого города соответственно. То есть первый чемпионский титул команда из интериора (глубинки) сумела завоевать через 103 года после образования Лиги Параэнсе.
Проведением чемпионата изначально занималась Liga Paraense de Futebol («Футбольная лига Параэнсе»), образованная 19 августа 1908 года. Ей на смену в 1917 году пришла Liga Paraense de Desportos Terrestre («Лига Параэнсе наземных видов спорта»). 9 мая 1941 года была образована Federação Paraense Desportiva (FPD) («Спортивная федерация Параэнсе»). Наконец, 1 июля 1970 года футбольный чемпионат перешёл в ведение Федерации футбола штата Пара (Federação Paraense de Futebol).

## Формат
В 2018 году в чемпионате Пары был следующий формат. На первом этапе 10 команд разбиваются на две группы и проводят матчи (дома и в гостях) против пяти команд другой группы (очки же зачисляются в свою группу). На втором этапе по две лучшие команды из групп играют в плей-офф (начиная с полуфинала) за чемпионский титул. Все стадии играются в два матча (дома и в гостях), в том числе противостояние за третье место.

## Чемпионы
- 1906 — не завершён
- 1907 — не проводился
- 1908 — Унион Спортива
- 1909 — не проводился
- 1910 — Унион Спортива
- 1911 — не проводился
- 1912 — не проводился
- 1913 — Групо Ремо
- 1914 — Групо Ремо
- 1915 — Клуб Ремо
- 1916 — Клуб Ремо
- 1917 — Клуб Ремо
- 1918 — Клуб Ремо
- 1919 — Клуб Ремо
- 1920 — Пайсанду
- 1921 — Пайсанду
- 1922 — Пайсанду
- 1923 — Пайсанду
- 1924 — Клуб Ремо
- 1925 — Клуб Ремо
- 1926 — Клуб Ремо
- 1927 — Пайсанду
- 1928 — Пайсанду
- 1929 — Пайсанду
- 1930 — Клуб Ремо
- 1931 — Пайсанду
- 1932 — Пайсанду
- 1933 — Клуб Ремо
- 1934 — Пайсанду
- 1935 — не проводился
- 1936 — Клуб Ремо
- 1937 — Туна-Лузо
- 1938 — Туна-Лузо
- 1939 — Пайсанду
- 1940 — Клуб Ремо
- 1941 — Туна-Лузо
- 1942 — Пайсанду
- 1943 — Пайсанду
- 1944 — Пайсанду
- 1945 — Пайсанду
- 1946 — не проводился
- 1947 — Пайсанду
- 1948 — Туна-Лузо
- 1949 — Клуб Ремо
- 1950 — Клуб Ремо
- 1951 — Туна-Лузо
- 1952 — Клуб Ремо
- 1953 — Клуб Ремо
- 1954 — Клуб Ремо
- 1955 — Туна-Лузо
- 1956 — Пайсанду
- 1957 — Пайсанду
- 1958 — Туна-Лузо
- 1959 — Пайсанду
- 1960 — Клуб Ремо
- 1961 — Пайсанду
- 1962 — Пайсанду
- 1963 — Пайсанду
- 1964 — Клуб Ремо
- 1965 — Пайсанду
- 1966 — Пайсанду
- 1967 — Пайсанду
- 1968 — Клуб Ремо
- 1969 — Пайсанду
- 1970 — Туна-Лузо
- 1971 — Пайсанду
- 1972 — Пайсанду
- 1973 — Клуб Ремо
- 1974 — Клуб Ремо
- 1975 — Клуб Ремо
- 1976 — Пайсанду
- 1977 — Клуб Ремо
- 1978 — Клуб Ремо
- 1979 — Клуб Ремо
- 1980 — Пайсанду
- 1981 — Пайсанду
- 1982 — Пайсанду
- 1983 — Туна-Лузо
- 1984 — Пайсанду
- 1985 — Пайсанду
- 1986 — Клуб Ремо
- 1987 — Пайсанду
- 1988 — Туна-Лузо
- 1989 — Клуб Ремо
- 1990 — Клуб Ремо
- 1991 — Клуб Ремо
- 1992 — Пайсанду
- 1993 — Клуб Ремо
- 1994 — Клуб Ремо
- 1995 — Клуб Ремо
- 1996 — Клуб Ремо
- 1997 — Клуб Ремо
- 1998 — Пайсанду
- 1999 — Клуб Ремо
- 2000 — Пайсанду
- 2001 — Пайсанду
- 2002 — Пайсанду
- 2003 — Клуб Ремо
- 2004 — Клуб Ремо
- 2005 — Пайсанду
- 2006 — Пайсанду
- 2007 — Клуб Ремо
- 2008 — Клуб Ремо
- 2009 — Пайсанду
- 2010 — Пайсанду
- 2011 — Индепенденте (Тукуруи)
- 2012 — Камета́
- 2013 — Пайсанду
- 2014 — Клуб Ремо
- 2015 — Клуб Ремо
- 2016 — Пайсанду
- 2017 — Пайсанду
- 2018 — Клуб Ремо
- 2019 — Клуб Ремо
- 2020 — Пайсанду
- 2021 — Пайсанду
- 2022 — Клуб Ремо
- 2023 — Агия ди Мараба
- 2024 — Пайсанду

## Достижения клубов
1. Пайсанду (Белен) — 50
2. Клуб Ремо (Белен) — 47
3. Туна-Лузо Бразилейра (Белен) — 10
4. Унион Спортива (Белен) — 2
5. Индепенденте (Тукуруи) — 1
6. Камета́ (Камета) — 1
7. Агия ди Мараба (Мараба) — 1